# Margit Zacharias
Margit Zacharias (geborene Margit Beyer; * 1957 in Torgau) ist eine deutsche Physikerin und Professorin für Nanotechnologie.

## Leben und Werk
Nach dem Abitur an der Universität Leipzig in einer Spezialklasse für Mathematik und Physik studierte Zacharias von 1974 bis 1980 Physik an der Universität Leipzig mit dem Diplom in Festkörperphysik als Abschluss. An der Universität Magdeburg promovierte sie 1984 zum Dr.-Ing und habilitierte 1999 mit der Lehrbefugnis im Fach Experimentalphysik. Von 1996 bis 1997 war sie Gastprofessorin in der Gruppe von Philippe Max Fauchet an der Universität Rochester. Von 2000 bis 2005 arbeitete sie als Leiterin der Gruppe Nanowire/Nanoparticle   am Max-Planck-Institut für Mikrostrukturphysik in Halle in der Abteilung von Ulrich Gösele. 2006 war sie Professorin an der Universität Paderborn und seit 2007 ist sie Universitätsprofessorin an der Albert-Ludwigs-Universität Freiburg.

## Veröffentlichungen (Auswahl)
- 1999: Zacharias, M.: Oxidische Legierungen und Heterostrukturen des Siliziums und Germaniums für Lumineszenzanwendung, Leipzig
- 2015: 	Menzel, A., Komin, K., Yang, Y., Güder, F., Zacharias, M.: Ultra-long zinc oxide nanowires and boron doping based on ionic liquid assisted thermal chemical vapor deposition growth, Freiburg
- 2016:  Böhler, C., Güder, F., Küçükbayrak, U., Zacharias, M., Asplund, M.:  A simple approach for molecular controlled release based on atomic layer deposition hybridized organic-inorganic layers, Freiburg
- 2017: Hiller, D., Lopéz-Vidrier, J., Gutsch, S., Zacharias, M.: Boron-incorporating silicon nanocrystals embedded in SiO2: absence of free carriers vs. B-induced defect, Freiburg
- 2017: Hiller, D., Lopéz-Vidrier, J., Gutsch, S., Zacharias, M.: Defect-induced luminescence quenching vs. charge carrier generation of phosphorus incorporated in silicon nanocrystals as function of size, Freiburg
- 2017: 	König, D., Hiller, D., Gutsch, S., Zacharias, M.: Modulation doping of silicon using aluminium-induced acceptor states in silicon dioxide, Freiburg

## Auszeichnungen
- 1996–1997: Habilitationsstipendium der DFG
- 2000–2005: C3-Stelle im Rahmen des C3-Frauenprogramms der Max-Planck-Gesellschaft
- 2009: Reinhart Koselleck Projekt, DFG
- Best Poster Awards: MRS 2004, 2005, ChinaNano-2007